# Diglossa baritula
Diglossa baritula е вид птица от семейство Тангарови (Thraupidae).

## Разпространение
Видът е разпространен в Гватемала, Мексико, Никарагуа, Салвадор и Хондурас.